# Broadway (stacja metra na Astoria Line)
Broadway – stacja początkowa metra nowojorskiego, na linii N i Q. Znajduje się w dzielnicy Queens, w Nowym Jorku i zlokalizowana jest pomiędzy stacjami 30th Avenue i 36th Avenue. Została otwarta 19 lipca 1917.